# Franz Benda

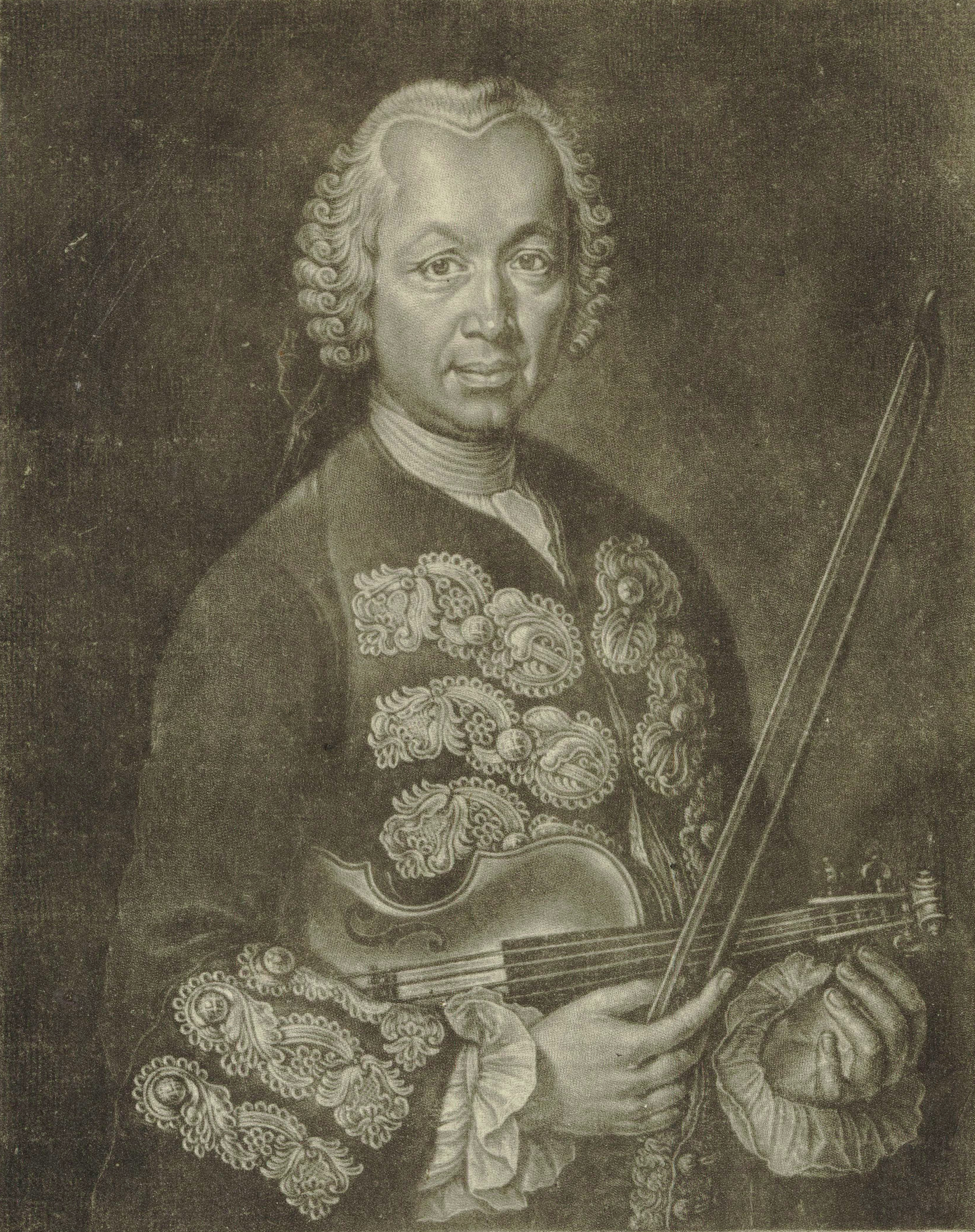
Franz Benda

František Benda (Staré Benátky, gedoopt 22 november 1709 – Potsdam, 7 maart 1786) was een violist en componist afkomstig uit Bohemen die aan het Saksische en Pruisische hof werkzaam was.
František Benda was als weverszoon de oudste van een familie van Boheemse componisten en musici.  Op tienjarige leeftijd werd František als koorknaap opgenomen in de katholische Hofkapelle in Dresden. Graf Kleinau, wiens onderdaan de familie Benda was, eiste zijn terugkeer en plaatste hem aan zijn hof in Wenen. Hij vluchtte in 1730 naar Warschau waar hij werd opgenomen in de hofkapel van August van Saksen, die koning van Polen was geworden. Hij richtte zich sindsdien als solist en componist op het vioolspel. Na de dood van de koning in 1733 trad hij onder de naam Franz Benda in dienst van de kroonprins van Pruisen, als eerste violist in diens privékapel te Ruppin. Na enige tijd werd Benda in Berlijn-Potsdam Konzertmeister van de hofkapel, toen de kroonprins inmiddels koning Frederik II was geworden. 
Benda ging over tot het lutheranisme. Zijn broers, waaronder Jan Jiří Benda (Johann Georg Benda) en Jiří Antonín Benda (Georg Anton Benda) waren eveneens componist en muzikant. Zij kregen via Franz hun muzikale opleiding aan het Pruisische hof en verwierven muzikale functies aan andere vorstenhoven in Duitsland. 
In 1786 overleed Franz Benda in Potsdam.
Zijn composities bestaan uit onder meer triosonates en concerten voor viool en fluit.
- Biblioteca Nacional de España: XX1466721
- Bibliothèque nationale de France: cb124690863 (data)
- Gemeinsame Normdatei: 119326728
- International Standard Name Identifier: 0000 0001 0893 2193
- Library of Congress Control Number: n82224927
- Nationale Bibliotheek van Letland: 000037072
- MusicBrainz: 15e1ac75-fe9e-4269-ad9f-e1a1ad3a1e3a
- Nationale Bibliotheek van Tsjechië: jn19990209037
- Nationale bibliotheek van Australië: 35423238
- Nationale Bibliotheek van Israël: 987007273104605171
- Nationale Bibliotheek van Polen: a0000002605729
- Nederlandse Thesaurus van Auteursnamen: 095482938
- LIBRIS: 207276
- SNAC: w67m1b6d
- Système universitaire de documentation: 115628622
- Trove: 947373
- Virtual International Authority File: 44397958
- WorldCat: E39PBJmtxyXTwhDwPc3QygDH4q